# Nelson Antonio Martinez Rust
Nelson Antonio Martinez Rust (ur. 10 czerwca 1944 w Puerto Cabello) – wenezuelski duchowny rzymskokatolicki, w latach 1992-2006 biskup San Felipe.

## Życiorys
Święcenia kapłańskie przyjął 15 grudnia 1968. 8 stycznia 1982 został mianowany biskupem pomocniczym Valencia en Venezuela ze stolicą tytularną Bararus. Sakrę biskupią otrzymał 25 marca 1982. 29 lutego 1992 objął urząd biskupa San Felipe. 11 marca 2016 zrezygnował z urzędu.